# Sebastapistes cyanostigma
El pez escorpión de manchas amarillas (Sebastapistes cyanostigma) es una especie de pez en la familia Scorpaenidae. Habita en el Océano Índico y el Océano Pacífico.
Ocasionalmente se lo captura y exhibe en acuarios. Mide unos 6.4 cm de largo, siendo su largo máximo 10 cm.

## Distribución
Se lo encuentra en el mar Rojo, zona de Port Alfred (Sudáfrica), las islas de la Línea, las islas Ryukyu, Samoa y Australia.

## Hábitat
Es un pez marino, asociado a arrecifes de coral y aguas tropicales (30°N-25°S), que vive a profundidades de entre 2 a 30 m (normalmente habita entre los 2 a 15 m de profundidad).